# 蓝额红尾鸲
蓝额红尾鸲（学名：Phoenicurus frontalis），是雀形目鹟科的一种鸟类。

## 特征
蓝额红尾鸲体重约15.77克，翼长约84.5毫米，嘴峰长约13.1毫米，喙宽度约3.1毫米，喙厚度约3.2毫米，跗蹠长约22.1毫米，尾长约69毫米。蓝额红尾鸲是部分迁徙的鸟类，其栖息在密集的高大树木组成的森林中，食性为肉食性，主要食物来源是陆生无脊椎动物。

## 分布
南亚的喜马拉雅山；越冬于东南亚越冬。